# Tanguy Ier du Chastel
 (avril 2018).
Tanguy (ou Tanneguy) Ier du Chastel (mort en 1352 ou 1363), fils de Bernard II du Chastel et d'Éléonore de Rosmadec, est le lieutenant général des armées de Jean de Montfort lors de la guerre de succession de Bretagne.

## Biographie
En 1342, il est nommé capitaine de Brest et, dans la même année, s'empare du château de Porleach qui aboutit à la capture du vicomte Hervé VII de Léon et de plusieurs autres seigneurs qui ont pris le parti de Charles de Blois, qui sont tous envoyés en Angleterre. La même année, Jean de Montfort lui confie la garde du château de Brest, ainsi que celle de son fils, le futur duc Jean IV de Bretagne. Charles de Blois assiège le château, et ne pouvant s'en emparer, somme Tanguy du Chastel de se rendre. Sur son refus, Charles de Blois, qui a en sa possession deux des fils de Tanguy du Chastel, les fait exécuter sous ses yeux et ravage tous ses domaines.
En 1343, le 4 février, Tanguy du Chastel "Tanguino de Castello de Britannia" reçoit le château de Coëtgarz (château de Pont-ar-C'hastel paroisse de Plouarzel) de Guillaume de Bohun comte de Northampton, lieutenant-général en Bretagne du roi Edouard III et par la suite gouverneur de Bretagne; don confirmé par le roi Edouard III "roi de Englelerre et de France" en 1351, le 9 mars. Ultérieurement sera cité Guillaume sire du Chastel et de Coëtangars (sire du Chastel et de Pont-ar-C'hastel).
En 1347, il participe à la bataille de La Roche-Derrien contre la coalition franco-bretonne de Charles de Blois, qu'il remporte. Charles de Blois, capturé par le capitaine de la coalition anglo-bretonne de Jean de Montfort, Thomas Dagworth, qui compte l'exécuter, doit la vie sauve à Tanguy du Chastel, dont les deux fils ont pourtant été exécutés cinq ans auparavant par Charles de Blois, en intervenant auprès de Thomas Dagworth. Charles de Blois est alors envoyé en Angleterre.
En 1352 à la bataille de Mauron, il commande avec Gautier de Bentley l'armée anglo-bretonne du parti de Jean IV de Bretagne et vainc Guy II de Nesle, maréchal de France.